# Amphisbetia minima
Amphisbetia minima is een hydroïdpoliep uit de familie Sertulariidae. De poliep komt uit het geslacht Amphisbetia. Amphisbetia minima werd in 1879 voor het eerst wetenschappelijk beschreven door Thompson. 